# یواس‌اس لاریکیت (ای‌ام‌اس-۴۹)
یواس‌اس لاریکیت (ای‌ام‌اس-۴۹) (به انگلیسی: USS Lorikeet (AMS-49)) یک کشتی بود که طول آن ۱۳۶ فوت (۴۱ متر) بود. این کشتی در سال ۱۹۴۲ ساخته شد.